# Ligne de Ruffec à Roumazières-Loubert
La ligne de Ruffec à Roumazières-Loubert est une ancienne ligne ferroviaire du département de la Charente en France, qui reliait les gares de Ruffec, sur la ligne de Paris-Austerlitz à Bordeaux-Saint-Jean et de Roumazières-Loubert, sur la ligne de Limoges-Bénédictins à Angoulême, en desservant notamment Champagne-Mouton. 
Bien qu'entièrement déclassée, elle figure toujours dans la nomenclature du réseau ferré national sous le no 609 000.

## Histoire
La loi du 17 juillet 1879 (dite plan Freycinet) portant classement de 181 lignes de chemin de fer dans le réseau des chemins de fer d’intérêt général retient en n° 96, une ligne « de Ruffec à Excideuil, ».
La Compagnie du chemin de fer de Paris à Orléans obtient par une convention signée avec le ministre des Travaux publics le 17 juin 1892 la concession à titre éventuel de la ligne de Ruffec à Exideuil. Cette convention a été entérinée par une loi le 20 mars 1893.
Cette ligne, dont l'extrémité est finalement reportée d'Exideuil à Roumazières-Loubert, est déclarée d'utilité publique par une loi le 11 janvier 1901.
Elle a été déclassée (PK 402,903 à 447,489) par le décret du 12 novembre 1954.